# تجارة انبعاثات الكربون

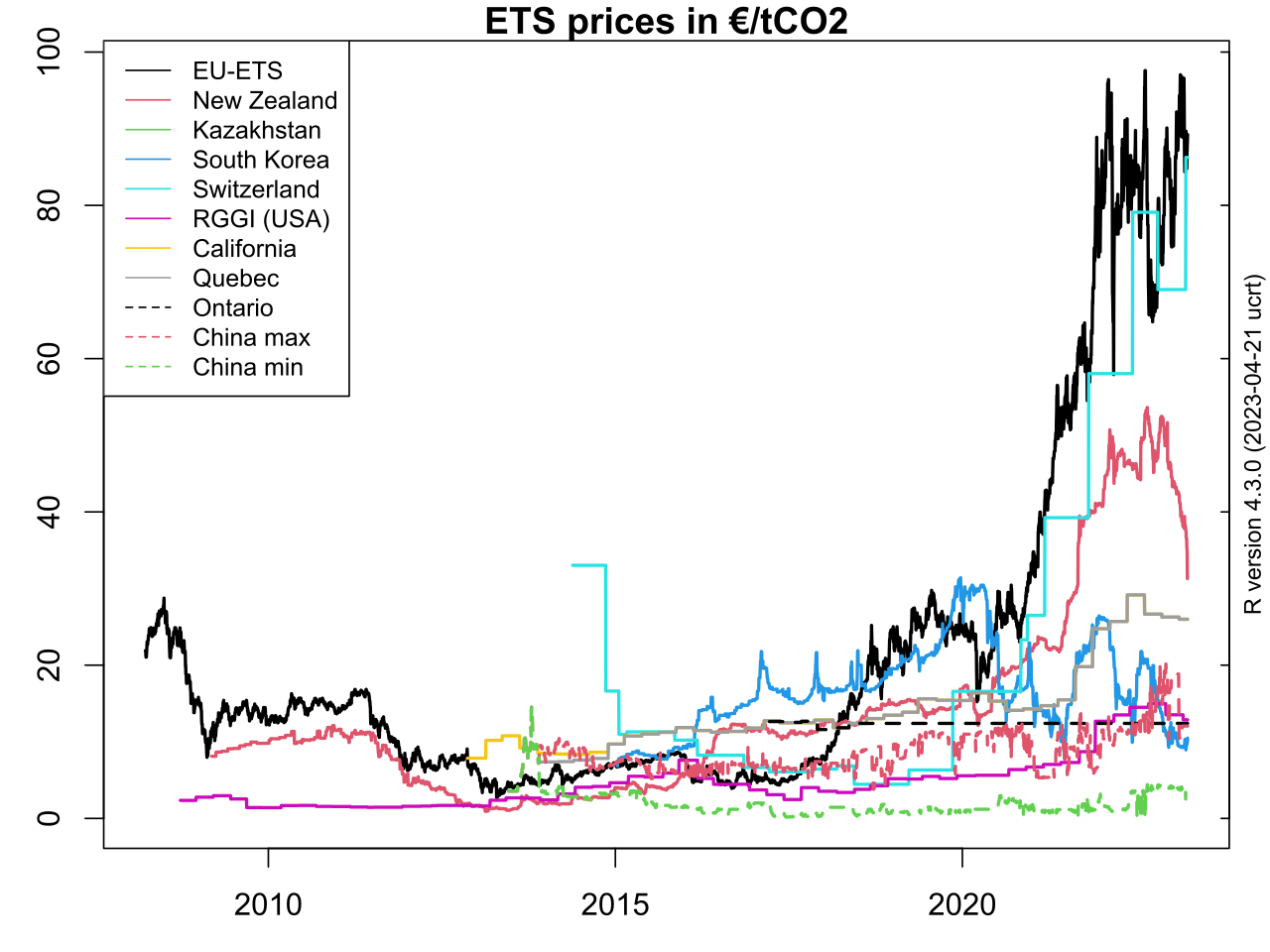
تسعير الكربون في أنظمة تجارة الانبعاثات الرئيسية (باليورو) لكل طن من ثاني أكسيد الكربون المنبعث (2010-2020)

تعمل تجارة الانبعاثات من خلال وضع حد إجمالي كمي على الانبعاثات الصادرة عن جميع المصادر المطلقة لها. وبالتالي يتحدد السعر تلقائيًا مع الهدف الموضوع، وتمثل هذه النقطة الميزة الرئيسية لتجارة الانبعاثات بالمقارنة مع ضريبة الكربون الثابتة. وطبقًا لتجارة الانبعاثات فإنه يتحتم على الملوثين الذين يطلقون انبعاثات تتجاوز قيمتها الحصص المخصصة لهم شراء الحق في إصدار المزيد من الانبعاثات. وكذلك يحق للكيانات ذات قيم الانبعاث الأقل بيع حقها في إصدار انبعاثات الكربون إلى كيانات أخرى. وبالتالي سوف تُستغل السبل الأكثر فعاليةً لتقليل إصدار الكربون من حيث التكلفة أولًا. تعد تجارة الانبعاثات وضرائب الكربون من الطرق الشائعة التي تلجأ إليها البلدان في محاولتها الوفاء بتعهداتها بموجب اتفاقية باريس.
يجري العمل بتجارة الانبعاثات في كل من الصين والاتحاد الأوروبي ودول أخرى. بيد أنها لا تدخل عادةً في تنسيق أي من الميزانيات الكربونية المحددة المطلوبة للحفاظ على الاحترار العالمي دون العتبات الحرجة البالغة 1.5 درجة مئوية أو أدنى بكثير من 2 درجة مئوية. لا تغطي الخطط الحالية سوى نطاق محدود من قيم الانبعاثات. يركز نظام تجارة الانبعاثات في الاتحاد الأوروبي على قطاعي الصناعة وتوليد الطاقة ويفسح المجال أمام الدول الأعضاء لإدخال مخططات إضافية في مجالي النقل والاستهلاك الخاص. لم تدخل الغازات الدفيئة القوية الأخرى مثل الميثان أو أكسيد النيتروس الناتج عن الزراعة في هذه المخططات حتى الآن، وذلك على الرغم من حساب الوحدات بالأطنان من مكافئ ثاني أكسيد الكربون. وغير ذلك فإن العرض الزائد يؤدي إلى انخفاض أسعار المخصصات بالترافق مع انعدام التأثير التقريبي لعملية احتراق الوقود الأحفوري. سجلت قيمة مخصصات تجارة الانبعاثات نطاقًا سعريًا واسعًا في شهر سبتمبر من عام 2021 لتتراوح من 7 يورو لكل طن ثاني أكسيد كربون في سوق الكربون الوطني الجديد في الصين ولتصل إلى 63 يورو لكل طن ثاني أكسيد كربون في سوق تجارة الانبعاثات في الاتحاد الأوروبي. أظهرت الحسابات التي توصلت إليها أحدث نماذج الكلفة الاجتماعية لانبعاثات الكربون تجاوز قيمة الأضرار حد الـ3000 دولار لكل طن من ثاني أكسيد الكربون نتيجة للتغذية الرجعية المرتدة على الاقتصاد وانخفاض معدلات نمو الناتج المحلي الإجمالي العالمي، في حين تتراوح قيمة الكلفة بحسب التوصيات التي حددتها السياسات ما بين 50 إلى 200 دولار.

## نبذة تاريخية
باشر المجتمع الدولي عمليةً طويلةً نحو اتخاذ مجموعة من التدابير الدولية والمحلية الفعالة الرامية إلى معالجة مسألة انبعاثات الغازات الدفيئة (ثاني أكسيد الكربون والميثان وأكسيد النيتروس ومركبات الكربون الهيدروفلورية ومركبات الكربون المشبعة بالفلور وسداسي فلوريد الكبريت) تجاوبًا مع التأكيدات المتزايدة التي أشارت إلى أن الاحترار العالمي يحدث بفعل الانبعاثات الصادرة عن النشاط البشري، وذلك فضلًا عن عدم التأكد من عواقبه المحتملة. انطلقت تلك العملية من مدينة ريو دي جانيرو في عام 1992 حين وافقت 160 دولة على اتفاقية الأمم المتحدة الإطارية بشأن تغير المناخ. وتُركت التفاصيل الضرورية في الاتفاقية لتحسمها الدول المشاركة في مؤتمر الأمم المتحدة للتغير المناخي.
غدا بروتوكول كيوتو أول اتفاقية رئيسية هدفت لخفض معدلات الغازات الدفيئة في عام 1997. التزمت 38 دولة متقدمة (بلدان الملحق 1) بالأهداف والجداول الزمنية المتفق عليها.
يمكن للقيود الصارمة الموضوعة على معدلات زيادة الغازات الدفيئة أن تحمل في طياتها أعباء مالية كبيرة في حال ترتب على البلدان الاعتماد فقط على تدابيرها المحلية.

## الجانب الاقتصادي
تكمن المشكلة الاقتصادية الناجمة عن تغير المناخ في عدم تحمل مطلقي انبعاثات الغازات الدفيئة للكلفة الكاملة المترتبة عن أفعالهم. يطلق على التكاليف الأخرى اسم التكاليف الخارجية. قد تؤثر التكاليف الخارجية على رفاه الآخرين. إذ تؤثر انبعاثات الغازات الدفيئة في حالة تغير المناخ على رفاه الأفراد في الوقت الحاضر وفي المستقبل وينعكس أثرها على البيئة الطبيعية. تعتمد التكلفة الاجتماعية للكربون على منحى التطور المستقبلي الذي تأخذه الانبعاثات. ويمكن معالجة ذلك من خلال نموذج السعر الديناميكي لتجارة الانبعاثات.

### توزيع مخصصات الانبعاثات
يمكن منح مخصصات الانبعاث بالمجان أو بالمزايدة. لا تحصل الحكومة في الحالة الأولى على أي إيرادات كربونية، في حين تحصل الحكومة في الحالة الثانية (بالمتوسط) على القيمة الكاملة للتصاريح الممنوحة. تتميز التصاريح الممنوحة في كلتا الحالتين بندرتها ومحافظتها على قيمتها بين الأطراف المشاركة في السوق. يحافظ السعر على ذات القيمة في كلتا الحالتين (بالمجان أو بالمزايدة) نظرًا لأن حق البت في السعر النهائي للتصاريح الممنوحة (في الوقت الذي يجب أن تستخدم فيه لتغطية تكاليف الانبعاث) يعود إلى السوق الخاص (الخاص بتصاريح الاتجار). يعد هذا الأمر مفهوم عمومًا.
غالبًا ما أسيء فهم النقطة الثانية المرتبطة بمسألة التصاريح المجانية (التي عادةً ما تُمنح بقيم متناسبة مع مستويات الانبعاث السابقة). إذ تعامل الشركات التصاريح المجانية التي يحصلون عليها كما لو أنهم دفعوا ثمنها بالكامل. ويرجع السبب في ذلك إلى أن استخدام الكربون في الإنتاج يترتب عليه نفس التكلفة بحسب الترتيبين المعمول بهما. تكون التكلفة واضحة في حال التصاريح الممنوحة بالمزايدة، في حين تنطوي التكلفة في حال التصاريح المجانية على تكلفة الإقدام على عدم بيع التصريح بالقيمة الكاملة وهو ما يصطلح تسميته بـ«التكلفة البديلة». تُمرر التكلفة الناتجة عن الانبعاثات من خلال رفع تكلفة الإنتاج (مثل رفع تكلفة البنزين أو الكهرباء) نظرًا لأن تكلفة الانبعاثات تدخل ضمن التكاليف الهامشية عمومًا (أي أنها تزداد بازدياد الإنتاج).

### أنظمة وأسواق تجارة انبعاثات الكربون
يعادل كل تصريح انبعاثات ممنوح طنًا واحدًا من انبعاثات ثاني أكسيد الكربون في مجال تجارة الانبعاثات الذي تخضع فيه الغازات الدفيئة إلى التنظيم. ومن جملة تصاريح الانبعاثات الأخرى هنالك كل من رخص الكربون ووحدات كيوتو ووحدات الكمية المخصصة ووحدات الحد من الانبعاثات المعتمدة. يمكن بيع هذه التصاريح بشكل خاص أو في السوق الدولية بسعر السوق السائد. يجري تداول هذه التصاريح على المستوى الدولي وهو ما يسمح بنقلها بين الدول. يتم التحقق من صحة كل تحويل دولي من قبل الآلية المنوطة باتفاقية الأمم المتحدة الإطارية بشأن تغير المناخ. كذلك تخضع كل عملية نقل ملكية ضمن الاتحاد الأوروبي للتحقق من قبل المفوضية الأوروبية.
تمثل برامج تجارة الانبعاثات على غرار نظام الاتحاد الأوروبي لتجارة الانبعاثات متممًا لعملية التجارة بين الدول والمنصوص عليها في بروتوكول كيوتو من خلال تمكين الاتجار بتصاريح الانبعاث. تتولى هيئات وطنية أو دولية مهمة منح هذه التصاريح للشركات الفردية بناءً على معايير محددة وتأخذ هذه الهيئات بعين الاعتبار الوفاء بأهداف بروتوكول كيوتو على المستوى الوطني و/أو الإقليمي بأقل تكلفة اقتصادية إجمالية ممكنة. تخضع هذه البرامج للمواءمة مع أهداف الانبعاثات الوطنية المنصوص عليها في بروتوكول كيوتو.

## تجارة انبعاثات الكربون

### أستراليا
في عام 2003، أنشأت حكومة ولاية نيو ساوث ويلز «مخطط نيو ساوث ويلز للحد من غازات الدفيئة» بهدف تقليل الانبعاثات من خلال إلزام مولدي الكهرباء وكبار مستهلكيها بشراء شهادات الحد من غازات الدفيئة في نيو ساوث ويلز. دفع هذا إلى طرح المصابيح الفلورية المضغوطة الموفرة للطاقة وغيرها من تدابير كفاءة الطاقة، بتمويل من الائتمانات. انتُقد هذا المخطط من قبل مركز أسواق الطاقة والبيئة التابع لجامعة نيو ساوث ويلز بسبب افتقاره إلى الفعالية في الحد من الانبعاثات وغياب الشفافية وعدم التحقق من تخفيضات الانبعاثات.
وعدت حكومة هوارد والمعارضة العمالية بقيادة رود بتنفيذ مخطط تجارة الكربون قبل الانتخابات الفيدرالية عام 2007. فاز حزب العمال في الانتخابات، وشرعت الحكومة الجديدة بتنفيذ مخطط تجارة الانبعاثات. قدمت الحكومة خطة الحد من التلوث الكربوني، وحظيت بدعم الليبراليين بزعامة مالكولم تورنبول. شكك توني أبوت في خطة تجارة الانبعاثات، قائلًا إن أفضل طريقة لخفض الانبعاثات هي فرض «ضريبة بسيطة». وقبل وقت قصير من التصويت على مخطط تجارة الكربون، هزم أبوت تورنبول في مواجهة قيادية، ومنذ ذلك الحين عارض الليبراليون خطة تجارة الانبعاثات. منع هذا الحكومة من تمرير مشروع القانون وُسحب لاحقًا.
هزمت جوليا غيلارد رود في مواجهة قيادية ووعدت بعدم فرض ضريبة الكربون، لكنها أشارت إلى نيتها تشريع سعر للكربون عندما تقود الحكومة إلى انتخابات 2010. في أول نتيجة برلمانية معلقة منذ 70 عامًا، طلبت الحكومة دعم أعضاء غير منتمين إلى أي طرف، منهم أعضاء حزب الخضر. كان أحد متطلبات دعم الخضر وضع سعر للكربون، وهو ما فعلته غيلارد في أثناء تشكيل حكومة أقلية. وسيتحول سعر الكربون الثابت إلى سعر عائم في غضون بضع سنوات بموجب الخطة. بدا السعر الثابت كأنه ضريبة كربون وعندما اقترحت الحكومة مشروع قانون الطاقة النظيفة في فبراير 2011، ادعت المعارضة أنه وعد انتخابي لم يُنفذ.
مُرر مشروع القانون من قبل مجلس النواب في أكتوبر 2011 ومجلس الشيوخ في نوفمبر 2011. وتعهد الحزب الليبرالي بإلغاء مشروع القانون إذا جرى انتخابه. وهكذا أدى مشروع القانون إلى إقرار قانون الطاقة النظيفة، الذي يتسم بالكثير من المرونة في تصميمه والشكوك بشأن مستقبله.
وعدت حكومة الائتلاف الليبرالي/الوطني المنتخبة في سبتمبر 2013 بإلغاء تشريع المناخ الذي وضعته الحكومة السابقة. في يوليو 2014، أُلغيت ضريبة الكربون وكذلك مخطط تجارة الانبعاثات الذي كان من المقرر أن يدخل حيز التنفيذ في عام 2015.

### كندا
تدير مقاطعتا كيبيك ونوفا سكوشيا الكنديتان نظامًا لتجارة الانبعاثات. تربط كيبيك برنامجها بولاية كاليفورنيا الأمريكية من خلال مبادرة المناخ الغربي.

### الصين
تتصف الخطة الوطنية الصينية لتجارة الكربون بأنها الأكبر في العالم. وتمثل نظامًا تجاريًا قائمًا على كثافة انبعاثات ثنائي أكسيد الكربون التي تطلقها الصين، بدأ العمل به في 2021. يستهدف التصميم الأولي للنظام نطاقًا يبلغ 3.5 مليار طن من انبعاثات ثنائي أكسيد الكربون التي تصدر من 1700 منشأة. وتعهدت الصين طوعًا بموجب اتفاقية الأمم المتحدة الإطارية بشأن تغير المناخ بخفض ثنائي أكسيد الكربون لكل وحدة من الناتج المحلي الإجمالي بنسبة 40-45% في عام 2020 مقارنة بمستويات عام 2005.
في نوفمبر 2011، وافقت الصين على اختبارات تجريبية لتجارة الكربون في سبع مقاطعات ومدن هي بكين وشونجكين وشانغهاي وشنجن وتيانجين، بالإضافة إلى مقاطعة غوانغدونغ ومقاطعة هوبي، بأسعار مختلفة في كل منطقة. ويهدف المشروع التجريبي إلى اختبار الوضع وأخذ الدروس لتصميم نظام وطني في المستقبل القريب. وبالتالي، سيكون لنجاحاتها أو إخفاقاتها آثار بعيدة المدى على تنمية سوق الكربون في الصين من ناحية الثقة في سوق وطنية لتجارة الكربون. يمكن لبعض المناطق التجريبية بدء التجارة في وقت مبكر من 2013/2014. وكان من المتوقع أن تبدأ تجارة الكربون الوطنية في عام 2017، حتى 2020 وفق أبعد تقدير.
واجهت الجهود الساعية إلى بدء نظام تجارة انبعاثات وطني بعض المشكلات التي استغرق حلها وقتًا أطول مما كان متوقعًا، وخاصةً في عملية جمع البيانات الأولية المعقدة لتحديد المستوى الأساسي لانبعاثات التلوث. وفقًا للتصميم الأولي، ستُضمّن أولًا ثمانية قطاعات: الكيماويات والبتروكيماويات والحديد والصلب والمعادن غير الحديدية ومواد البناء والورق والطاقة والطيران، لكن الكثير من الشركات المعنية تفتقر إلى بيانات متسقة. لذلك، بحلول نهاية عام 2017، بدأ تخصيص حصص الانبعاثات ولكنه اقتصر على قطاع الطاقة فقط وسيتوسع تدريجيًا، على الرغم من أن تشغيل سوق الكربون لم يبدأ بعد. في هذا النظام، سيُطلب من الشركات المشارِكة تحقيق مستوى التخفيض المطلوب وسيتقلص المستوى بعد ذلك تدريجيًا.

### الاتحاد الأوروبي
مخطط الاتحاد الأوروبي لتجارة الانبعاثات أكبر مخطط متعدد الجنسيات لتجارة انبعاثات غازات الدفيئة في العالم. بعد التجارب الطوعية في المملكة المتحدة والدنمارك، بدأت المرحلة الأولى من العمل في يناير 2005 بمشاركة الدول الأعضاء في الاتحاد الأوروبي البالغ عددها 15 دولة. يحدد البرنامج كمية ثنائي أكسيد الكربون التي يمكن أن تنبعث من المنشآت الكبيرة ذات الإمداد الحراري الصافي الذي يزيد عن 20 ميغا واط، مثل محطات الطاقة والمصانع كثيفة الكربون، ويغطي ما يقرب من نصف (46%) انبعاثات ثنائي أكسيد الكربون في الاتحاد الأوروبي. وتسمح المرحلة الأولى للمشاركين بالتجارة فيما بينهم وضمن مخصصات من العالم النامي من خلال آلية كيوتو للتنمية النظيفة. يمكن الحصول على المخصصات من خلال الاستثمار في التقنيات النظيفة والحلول منخفضة الكربون، ومن خلال أنواع معينة من مشاريع تخفيض الانبعاثات في جميع أنحاء العالم لتغطية نسبة من انبعاثاتها.
تُمنح حصص الانبعاثات مجانًا للشركات خلال المرحلتين الأولى والثانية عادةً، ما أدى إلى حصول الشركات على أرباح غير متوقعة. اقترح إلرمان وبانتشر (2008) أنه خلال العامين الأولين من عمل الخطة، حوّل الاتحاد الأوروبي الزيادة المتوقعة في الانبعاثات بنسبة 1-2% سنويًا إلى انخفاض مطلق صغير. اقترح غراب وآخرون (2009) أن التقدير المنطقي لخفض الانبعاثات الذي تحقق خلال العامين الأولين من تشغيل الخطة بلغ 50-100 مليون طن من ثنائي أكسيد الكربون سنويًا، أي 2.5-5%.
حد عدد من عيوب التصميم من فعالية الخطة. في الفترة الأولية 2005-2007، لم تكن الحدود القصوى للانبعاثات ضيقة بما يكفي لتحقيق انخفاض كبير. تبين أن إجمالي المخصصات يتجاوز الانبعاثات الفعلية. وأدى ذلك إلى انخفاض سعر الكربون إلى الصفر في عام 2007. نتج هذا العرض الزائد عن استناد مخصصات الاتحاد الأوروبي إلى بيانات الانبعاثات المُقدمة من وكالة البيئة الأوروبية في كوبنهاغن، والتي تستخدم تعريفًا أفقيًا للانبعاثات على أساس النشاط مشابهًا لتعريف الأمم المتحدة. سبب هذا زيادة العرض بمقدار 200 مليون طن (10% من السوق) في المرحلة الأولى من خطة تجارة الانبعاثات في الاتحاد الأوروبي وانهارت الأسعار.
شهدت المرحلة الثانية بعض التشديد، وسُمح باستخدام تعويضات التنفيذ المشترك وآلية التنمية النظيفة، ما أدى إلى عدم الحاجة إلى تخفيضات في الاتحاد الأوروبي للوفاء بسقف المرحلة الثانية. وبالنسبة للمرحلة الثانية، من المتوقع أن يؤدي الحد الأقصى المُعيّن إلى خفض الانبعاثات في عام 2010 بنحxو 2.4% مقارنة بالانبعاثات المتوقعة دون فرض حد أقصى (الانبعاثات المعتادة). بالنسبة للمرحلة الثالثة (2013-2020)، اقترحت المفوضية الأوروبية عددًا من التغييرات، منها:
- وضع سقف شامل للاتحاد الأوروبي، وتخصيص الحصص بعد ذلك.
- تشديد القيود على استخدام تعويضات الكربون.
- مصرفية غير محدودة للحصص بين المرحلتين الثانية والثالثة.
- الانتقال من الحصص إلى المزاد.